# Gobioides
Gobioides is een geslacht van straalvinnige vissen uit de familie van grondels (Gobiidae).

## Soorten
- Gobioides africanus (Giltay, 1935)
- Gobioides broussonnetii Lacépède, 1800 – Drakenkop
- Gobioides grahamae Palmer & Wheeler, 1955
- Gobioides peruanus (Steindachner, 1880)
- Gobioides sagitta (Günther, 1862)